# Фратичели (Пескара)
Фратичели (итал. Fraticelli) је насеље у Италији у округу Пескара, региону Абруцо.
Према процени из 2011. у насељу је живело 19 становника. Насеље се налази на надморској висини од 232 м.